# RollerCoaster Tycoon 3
A RollerCoaster Tycoon 3 egy stratégiai számítógépes játék, amely a vidámparkok irányítását szimulálja. Fejlesztője a Frontier Developments, kiadója az Atari. A RollerCoaster Tycoon sorozat harmadik része, jelenleg az egyetlen, amely háromdimenziós grafikát alkalmaz.

## Játékmenet
Hasonlóan az első két részhez, a játékos feladata, hogy sikeres vidámparkokat építsen, majd igazgasson. Ehhez, rengeteg hullámvasút típus, és egyéb játékok állnak a játékos rendelkezésére, mint a hajóhinta, az óriáskerék, vagy a körhinta. A játékban, lehetőség van saját hullámvasutak építésére, de előre elkészített terveket is lehet használni - akár a játékos is készíthet tervet, és azt bárhol megépítheti.
Ezen kívül, figyelni kell a látogatók szükségleteire is, ételt vagy italt eladó bódék, toalettek, információs kioszkok és egyéb ajándékboltok építésével. Lehetőség van tereprendezésre, valamint a vidámparkot díszíteni különféle stílusokban (pl.: Kalandos, Űr vagy Vadnyugati). A játékosnak ki kell fizetnie az alkalmazottakat - amennyiben felfogad -, valamint fenn kell tartania a játékokat, a játékokért - vagy a park belépésekor fizetett -, jegy árából.
A RollerCoaster Tycoon 3 küldetéseiben, a megszokott egy helyett, három cél van: Tanonc, Vállalkozó, és Iparmágnás. A lezárt pályák megnyitásához, elég a Tanonc feladatokat teljesíteni, azonban az utolsó küldetések a nehezebb feladatok teljesítése nélkül, nem elérhetőek. A játékban - az első két részben sokak által hiányolt -, Homokozó mód is megtalálható, melynek segítségével a játékos korlátok nélkül építhet vidámparkot. Az első részekben készített hullámvasút terveket is át lehet importálni a RollerCoaster Tycoon 3-ba.

## Összehasonlítás az első két résszel
A játék legnagyobb különbsége, hogy az izometrikus nézőpont helyett, háromdimenziós grafikát használ. A kamerát 360°-ban lehet forgatni, lehet közelíteni vagy távolodni. Igen népszerű újítás, hogy játékokat, a látogatók szemszögéből is meg lehet tekinteni. A kezelőfelület, valamint a hullámvasút építés menüje megújult, az előző részek kedvelőinek elsőre elég bonyolult, de nagyon megkönnyíti az építkezést.
A vidámparkok díszítése sokkal több lehetőséget kíván, mint eddig, és először a sorozat történetében az éjjelek és nappalok is váltakoznak, ami okot ad lámpák elhelyezésére. A játékos akár tűzijátékot is rendezhet, időzítheti zenére és beállíthatja, hogy milyen gyakran induljon el.
A RollerCoaster Tycoon 3 a látogatók kidolgozásában is mérföldkő. Mesterséges intelligenciájuk sokkal fejlettebb, igényeik, természetük változatos. Három korcsoportra vannak osztva (gyerek, tinédzser, felnőtt), és ezek alapján az intenzitás toleranciájuk is különböző. A látogatók, csoportokban (család) érkeznek, egy vezetővel. Néhány küldetésben, VIP látogató érkezik a vidámparkba, és az ő igényeire kell specializálnunk egy hullámvasutat, tűzijátékot vagy valami mást a vidámparkban. A játékos, akár saját maga is készíthet családot, ami ellátogat a vidámparkokba a játék folyamán.

## Kiegészítők
Az első kiegészítő, a Soaked! lehetőséget kínál arra, hogy a játékos vízi vidámparkot építsen. A medencéken kívül vízi csúszdákat, lassú folyót, egyéb kellékeket (pl.: naptej, gumimatrac) eladó bódékat lehet építeni, akár delfin - és kardszárnyú delfin - előadásokat is lehet tartani az erre kialakított arénákban. Egy másik újítás, hogy látogatók leéghetnek, ha sok időt töltenek a napon, ami boldogtalanná teszi őket. Ezen kívül új díszítő elemek, és zenék színesítik a kiegészítőt.
A második kiegészítő, a Wild! állatkertek kialakítását helyezi előtérbe. A játékosnak az állatok igényeire is figyelni kell - bár az etetést és a takarítást alkalmazottak végzik. Új szafari (hatalmas mozgó rovarokkal), és őstörténeti témák (mozgó dinoszauruszokkal és más őstörténeti élőlényekkel) állnak a játékos rendelkezésére. Újdonság még az oroszlán illetve a tigris előadás, illetve a kiszabadult állatok elfogására kialakított „DartCam” mód.

## Külső hivatkozások
- RollerCoaster Tycoon 3 hivatalos honlap (angolul)
- RollerCoaster Tycoon 3 hivatalos honlap (Mac OS X) (angolul)
- RollerCoaster Tycoon 3 hivatalos fórum (angolul)